# Палле один на свете
«Палле один на свете» (дат. Palle alene i Verden) — детская книжка с картинками датского писателя Енса Сигсгора, вышедшая 10 октября 1942 году с иллюстрациями Арне Унгермана. Сказка о мальчике Палле, который обнаружил, что остался совсем один, получила большую популярность и переведена на множество языков. По ней поставлены мультфильмы, а также короткометражный фильм, завоевавший приз на Каннском кинофестивале 1949 года и вошедший в Датский культурный канон.

## Сюжет
Однажды утром маленький мальчик Палле просыпается, но мамы и папы нет дома. Он выходит на улицу, но и там ни души. Палле ходит по городу, заглядывая в магазины: он может брать всё, что захочет, потому что остался один во всём мире. Палле приводит в движение трамвай, однако не может затормозить, и тот в конце концов врезается в другой трамвай. В банке он берёт мешок денег, но потом высыпает их, потому что ему нет нужды покупать что-либо. Он один играет на детской площадке, сам готовит себе обед, но чувствует, что соскучился по родителям и друзьям.
Наконец Палле садится в самолёт и летит в космос. Там самолёт сталкивается с луной, Палле падает вниз… и просыпается. Он рассказывает о своём сне маме и с радостью бежит играть во двор с ребятами.

## Переводы
Книжка про Палле уже в 1940-е годы была переведена на несколько европейских языков. Имеются её переводы на английский (Paul is alone in the world), немецкий (Paul allein auf der Welt), нидерландский (Paultjie Alleen in die Wêreld), исландский (Palli var einn í heiminum), шведский (Palle är ensam i världen), норвежский (Lasse alene i verden), финский (Ypö yksin maailmassa), венгерский (Palkó egyedül), итальянский (Paolo solo al mondo), португальский (Paulinho sòzinho no mundo), латышский (Palle viens pats pasaulē), хорватский (Pale sam na svijetu), чешский (Míta sám na svete), украинский (Палле сам на світі) и другие языки.
Русский перевод книги был выполнен В. Островским и Ю. Яхниной и вышел в 1957 году, затем переиздавался (1973, 2004).

## Отзывы
- Писатель и редактор Алексей Михеев[2]:

Тоненькая книжка с оторванной обложкой; на титульном листе название — «Палле один на свете». Щемяще трогательная сказка о мальчике, который, проснувшись, обнаруживает, что в городе, кроме него, никого нет. Вначале это вроде бы здорово: в магазине можно взять сколько угодно конфет, а в трамвае — даже залезть в кабину вагоновожатого. И тем не менее вскоре героя охватывает скука, постепенно переходящая в тоску с маячащим впереди ощущением беспредельного вселенского одиночества. В дошкольном возрасте, в конце 50-х, — одна из моих любимых книжек (на имя переводчика я внимания, конечно же, тогда не обращал).

## Экранизации
В 1949 году по книге был снят датский чёрно-белый одноимённый фильм, получивший приз на Каннском кинофестивале как лучший короткометражный фильм.
В 1958 году в СССР был выпущен диафильм по книге с другими рисунками (художник А. Макаров).
Также в 1958 году на Таллинфильме был снят кукольный мультфильм «Сон маленького Пеэтера» по мотивам книги про Палле (режиссёр Эльберт Туганов). Он стал первым эстонским мультфильмом. В 2013 году фильм демонстрировался на ММКФ в рамках ретроспективы «Что вы знаете про эстонскую анимацию?».
В 1981 году по книге был также снят одноимённый кукольный мультфильм (режиссёры Майя Бузинова, Иосиф Доукша). Его сюжет имеет отличия от оригинала: так, Палле во сне посещает цирк, где находит брошенного игрушечного медвежонка, а сцены с полётом в космос в финале нет.
Спектакль по книге ставился в Латвийском кукольном театре.